# كلير نيكلسون
كلير نيكلسون (20 سبتمبر 1967 بأوكلاند في نيوزيلندا - ) (بالإنجليزية: Clare Nicholson)‏ هي لاعبة كريكت نيوزلندية. شاركت مع منتخب نيوزيلندا الوطني للكريكت.

## وصلات خارجية
- كلير نيكلسون على موقع إي آس بي آن كريك إنفو (الإنجليزية)